# Pieni Selkäsalo
Pieni Selkäsalo är en ö i Finland. Den ligger i sjön Konnevesi och i kommunen Rautalampi i den ekonomiska regionen  Inre Savolax ekonomiska region  och landskapet Norra Savolax, i den centrala delen av landet, 290 km norr om huvudstaden Helsingfors. Öns area är 5,5 hektar och dess största längd är 370 meter i nord-sydlig riktning.